# سعد کمیل
سعد کمیل الفضلی یک داور فوتبال اهل کویت است که قضاوتهای مهمی در سطح آسیا داشته و در جام جهانی ۲۰۰۲ نیز سه مسابقه را سوت زده است.

## مهمترین قضاوتها
قضاوت درمسابقه رده‌بندی جام جهانی ۲۰۰۲ کره - ژاپن بین تیم‌های ترکیه و کره‌جنوبی، مسابقات المپیک ۲۰۰۰ سیدنی، فینال جام باشگاه‌های جهان ۱۹۹۷، فینال مسابقات قهرمانی جوانان جهان ۱۹۹۷ مالزی، فینال جام ملت‌های آسیا در سال ۲۰۰۴ چین، فینال جام باشگاه‌های آسیا، جام کنفدراسیون‌ها و ... از جمله افتخارات این داور کویتی به شمار می رود.
سعد کمیل پیش از جام جهانی ۲۰۰۶ دیدار دوستانه تیم ملی فوتبال کشورمان مقابل آلمان را در ورزشگاه آزادی قضاوت کرد. 

## قضاوت در شهرآورد تهران
سعد کمیل دوبار داور بازی شهرآورد تهران بوده است که هر دو بازی با تساوی بدون گل به پایان رسیده است. بار اول در دربی شماره ۶۱ حاضر شد که بازی با تساوی بدون گل به پایان رسید و بار دوم در دربی ۶۶ عهده دار قضاوت بازی بود که این بار بازی با تساوی یک بر یک تمام شد.
| دو بازی داور بوده است |               |                        |                                                                         |
| دربی                  | تاریخ         | نتیجه بازی             | گروه داوری                                                              |
| شماره ۶۶              | ۱۲ مهر ۱۳۸۷   | استقلال ۱ - پرسپولیس ۱ | سعد کمیل -- اسماعیل صفیری -- حسین نجاتی -- یداله جهانبازی               |
| شماره ۶۱              | ۱۹ اسفند ۱۳۸۴ | استقلال ۰ - پرسپولیس ۰ | سعد کمیل -- فعاد الربیان -- یاسر احمد مراد (هر سه از کویت) -- محسن ترکی |

## بازنشستگی
کمیل در دی ماه سال ۱۳۸۷ همزمان با آغاز سال نو میلادی در سن ۴۵ سالگی و پس از نزدیک به ۲۰ سال داوری در عرصه ملی و بین‌المللی از دنیای داوری خداحافظی کرد و به جمع داوران بازنشسته پیوست